# SS Asiatic (1870)
O SS Asiatic foi um navio a vapor britânico operado inicialmente pela White Star Line e construído pelos estaleiros da Thomas Royden & Sons em Liverpool. Vendido dois anos após entrar em operação, a embarcação foi rebatizada como SS Ambriz e naufragou em 1903.

## História
O Asiatic foi inicialmente concebido como um navio cargueiro, em uma época onde a engenharia naval estava passando pela transição da vela para a propulsão a vapor, assim, ele foi equipado com três mastros e um motor de expansão múltipla a vapor de dois cilindros, fabricado pela Cammell Laird, em Birkenhead. Além de sua capacidade para transportar cargas, ele também podia transportar até 10 passageiros. Seu lançamento ocorreu no dia 1 de dezembro de 1871 nos estaleiros da Thomas Royden & Sons, tendo sido adquirido pela White Star Line pouco antes disso. A embarcação foi registrada um mês antes, no dia 4 de novembro, e sua equipagem foi concluída em março de 1872. O Asiatic iniciou sua carreira operando entre o Reino Unido e o comércio de Calcutá, na Índia, mas logo foi transferido para a rota sul-americana em julho de 1872. Nenhum desses serviços se mostraram lucrativos para a White Star Line e, após o naufrágio do Atlantic em abril de 1873, o Asiatic foi vendido para a African Steamship Company a fim de levantar capital.
O Asiatic foi então renomeado para Ambriz, e a partir de setembro de 1873 passou a operar na rota da África Ocidental. Por volta de novembro ou dezembro de 1875, a tripulação do Ambriz resgatou os tripulantes do veleiro britânico Eagle, que havia naufragado no Oceano Atlântico. Em fevereiro de 1880, o Ambriz encalhou no rio Elba e precisou ter sua popa reparada. Dois anos depois, ele atingiu uma rocha submersa e precisou novamente passar por reparos. Em dezembro de 1883, o Ambriz foi retirado de serviço mais uma vez para passar por uma extensa reforma e processo de reequipagem, voltando ao serviço em 1894 para transportar algodão entre Liverpool e Nova Orleães.
O Ambriz foi vendido em 1895 para a empresa Hutton & Co., de Liverpool, mas foi revendido pouco tempo depois para a Cie Française de Charbonnage et de la Batelage, que passou a utilizá-lo como navio-depósito de carvão mineral, fazendo-o navegar regularmente entre sua base em Madagáscar e a Europa para reabastecer seu suprimento de carvão. Entretanto, acabou naufragando na costa de Madagáscar em fevereiro de 1903.